# Jeff Stevens
Jeffrey Allen "Jeff" Stevens, född den 5 september 1983 i Berkeley i Kalifornien, är en amerikansk före detta professionell basebollspelare som tog brons för USA vid olympiska sommarspelen 2008 i Peking.
Stevens spelade 33 matcher för Chicago Cubs i Major League Baseball (MLB) 2009–2011. Han var totalt 1–0 (en vinst och inga förluster) med en earned run average (ERA) på 6,27 och 28 strikeouts.